# Phoenicolacerta cyanisparsa
Espèce
Synonymes
- Lacerta cyanisparsa Schmidtler & Bischoff, 1999

Statut de conservation UICN

 LC  : Préoccupation mineure
Phoenicolacerta cyanisparsa est une espèce de sauriens de la famille des Lacertidae.

## Répartition
Cette espèce se rencontre dans le nord-ouest de la Syrie et à proximité en Turquie. Plus précisement, cette espèce se trouve à l'est de la vallée du rift syrien, dans le nord-ouest de la Syrie et dans le sud-est adjacent de la Turquie. Son aire de répartition altitudinale s'étend de 800 à 1 050 m d'altitude.

## Habitat
Cette espèce vit dans des habitats rocheux avec une végétation arbustive de type méditerranéen. On peut la trouver dans des zones légèrement pâturées ou cultivées.

## Reproduction
Phoenicolacerta cyanisparsa est une espèce ovipare.

## Publication originale
- Schmidtler & Bischoff, 1999 : Revision des levantinischen Lacerta laevis/kulzeri-Komplexes: 1. Die Felseneidechse Lacerta cyanisparsa sp.n. Salamandra, vol. 35, no 3, p. 129-146 (texte intégral).